# Higashinari-ku
Higashinari-ku (東成区, Higashinari-ku) est le nom d'un des vingt-quatre arrondissements de la ville d'Osaka au Japon.
Au 1er août 2011, sa population est estimée à 80 403 habitants pour une densité de 17,670 personnes par m2[pas clair]. La superficie totale de l'arrondissement est de 4,55 km2.